# ご飯にする?お風呂にする?

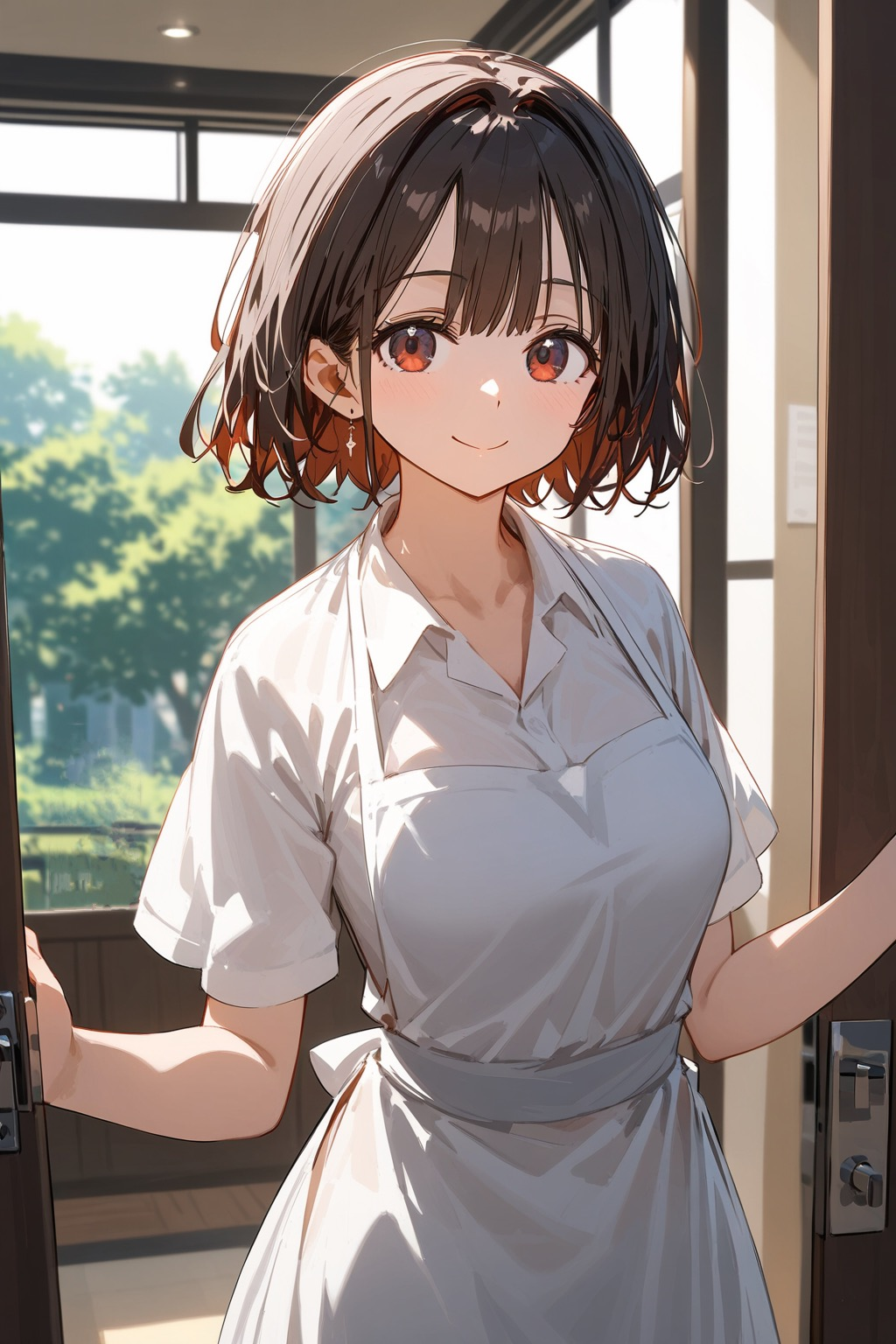
玄関で夫を出迎えて「ご飯にする？お風呂にする？」と問いかける妻のイメージイラスト

ご飯にする？お風呂にする？（ごはんにする？おふろにする？）、ご飯にする？お風呂にする？それとも私？（ごはんにする？おふろにする？それともわたし？）は、帰宅した夫（ないし彼氏）に対して、妻（ないし彼女）が問いかけるフレーズ。ドラマやアニメなどフィクションにおける定番のセリフとなっている。

## 概要
仕事などを終えて帰宅した夫（ないし彼氏）をエプロン姿で出迎えた妻（ないし彼女）が、続けて「ご飯にする？お風呂にする？」や「ご飯にする？お風呂にする？それとも私？」と問いかける。「それとも」と「私？」の間に一呼吸置くことや、「わ・た・し？」と一拍ずつ言うこともある。「私」の部分を自分の名前に変えて言う場合もある。意味としては先にご飯を食べるか、風呂に入るか、それとも妻とまぐわうかというものである。
特に、新婚の夫婦間におけるやり取りとされることが多い。

## 文化

### 発祥と広まり
このやり取りは、かつて放送されていたテレビ番組『8時だョ!全員集合』（1969年〜1985年、TBS系列）や『ドリフ大爆笑』（1977年〜1998年、フジテレビ系列）内で披露された「夫婦コント」の一幕に由来する。元々は『8時だョ!全員集合』の志村けんと桜田淳子によるコント「私って駄目な女」シリーズで、帰宅した夫役の志村に対して妻役の桜田が「ご飯にする？お風呂にする？」と問うが、食事、風呂ともに用意されておらず、落ち込む桜田を志村がなだめるというものだった。ここから派生して、妻役を歌手・タレントの研ナオコが演じたコントでは、帰宅した夫役の志村を「おかえりなさい。ご飯にする？お風呂にする？それとも、寝る？」と情欲的に誘うが、冷たくあしらわれるという内容である。
2020年度前期放送のNHK連続テレビ小説『エール』の第31回では、東京で新婚生活を始めた窪田正孝演じる古山裕一と二階堂ふみ演じる音のやりとりの一つして、仕事を終え帰宅した裕一に音が「ご飯にする？お風呂にする？」と駆け寄る場面が放送された。これについて、フリーライターの木俣冬は「形骸化したやりとり」「アホらしい行為」と評したうえで、窪田と二階堂が脚本通りに昭和の新婚コントを真摯に演じることは、朝の清々しさに通じるものがあると意見を述べている。

### 受容
2017年にマイナビウーマンは、「ご飯にする？お風呂にする？それとも私にする？」をフィクションにおける定番のセリフとした前置きしたうえで、実際にこのセリフを言われたいかを問うアンケートを22歳から39歳の社会人男性102人を対象に実施した。調査の結果、「言われたい」と答えた男性は46.1パーセントであった。言われたい派の意見として、「『おまえ』って答えたい」などが、反対派の意見としては「言い回しが古臭い」「疲れて帰宅した直後に言われても腹が立つ」「言われても恥ずかしい」などの声が寄せられた。また、女性側からの意見として、2015年に「フレッシャーズ」がインターネット上で独身の社会人女性247人を対象に「結婚したらやってみたいこと」を調査したアンケートでは、回答の一つとして「「お風呂にする？食事にする？それとも……」と旦那さんを出迎えたい」という声もあがった。

### 順番
2010年にユニリーバ・ジャパンが展開する男性用化粧品ブランドの「AXE」が在日外国人100人（アジア、南米、北米・オーストラリア、欧州各25人）の男性を対象に、日本の風呂事情をどう思っているかについての調査を実施した。その内の一つとして日本の「お風呂にする？ご飯にする？それとも私？」のフレーズを紹介し、選ぶ順番を尋ねた質問では、全体ではまずお風呂との回答が最多となった。さらに北米では「私」が最多となり、いずれも「ご飯」を選んだ人が59パーセントと過半数を超えた日本人とは対照的な結果となった。
2015年にマイナビウーマンが22歳から39歳の社会人男性130人を対象に実施した、仕事から帰ったら「ご飯が先」「お風呂が先」どちらが理想かを問うアンケート調査では、「ご飯が先」と回答したのは64.6パーセント、「お風呂が先」と回答したのは35.4パーセントと、「ご飯が先」が多数派の結果となった。
一方、管理栄養士の望月理恵子は、「夕飯の前に風呂に入る方がいい」とし、その理由について、夕飯を食べた直後の入浴は、胃腸の血液が全身を循環し消化を妨げるため、先に夕飯を食べる場合は食後30分から1時間あけてから入浴するのが望ましいと述べている。また、医者の桑満おさむも同様の意見を述べ、理由について「食後はしばらくの間消化のために多くの血液が胃腸で働いているが、食後すぐに入浴するとその血液が身体のほかの部分にも広がってしまい、結果胃腸で十分に処理するための血液が足りなくなるため消化には良くない」と語っている。

## 使用例

### セリフとしての使用
2015年にドワンゴのスマートフォン向け音楽配信サービス「animelo mix」が、声優・アーティストの田村ゆかりと水樹奈々の録り下ろしボイスと壁紙の配信を行った。そのうちの一つである田村ゆかりの「奥さん編・おかえりボイス」では、「おかえり～！ご飯出来てるよ。ああ！そうだ！アレ言うの忘れた！ご飯にする？お風呂にする？それとも…ちょっと～最後まできいてよ！」というセリフが収録された。
アニメやゲームのキャラクターの録り下ろしボイスを聴くことができるBIGLOBEのスマートフォン向けアプリ『嫁コレ』では、2011年11月8日にアニメ『いつか天魔の黒ウサギ』のキャラクター・安藤美雷を追加し、ボイスの一つとして「おかえりなさいませ、あ・な・た。ご飯にする？お風呂にする？それともビリビリ・・・ってあれ？なんだっけこの後？この前テレビでやってたのに・・」というセリフを収録した。また、2012年6月22日にはアニメ『あの夏で待ってる』の山乃檸檬を実装し、「おかえりなさいあなた。ごはんにする？ライスにする？それとも、お・こ・め？……ほんの可愛い冗談よ。本気にしないで。うふふふふ……」と「ご飯にする？……」のフレーズをもとにしたセリフが収録された。
IoT企業のウィンクルが開発したバーチャルホームロボット「Gatebox」では、スクリーンに投影されたオリジナルキャラクターの逢妻ヒカリに対して特定のワードを投げかけると対応したセリフを返すいう機能があり、その一つとして「ただいま」という声に反応して「おかえりなさい。ご飯にする？お風呂にする？それとも……」と返すものがある。
元AV女優の板垣あずさは、主観の同棲・いちゃいちゃモノのビデオの撮影では必ず「ご飯にする？お風呂にする？それとも…私？」というセリフを言わされている経験から、「AVあるある」であると語っている。

### タイトルとしての使用
「ご飯にする？お風呂にする？」のフレーズをタイトルに使用した作品として、萌まるこの漫画『ご飯にする？お風呂にする？小夏と美冬の秘密の関係』がある。同作は部下の小夏と上司の美冬が、夜の「密会」として美味しいものを食べて風呂に入るという関係を続けていくうちに、お互いを特別な存在だと意識するようになるというストーリーが展開される。
その他、「ご飯にする？……」をもじったタイトルとして、タイムリープができる新妻・時菜とそのことに懐疑的な夫・信道の生活を描いた緋原俊介のコメディ漫画『それともタイムリープにする？』、おちRの漫画『ご飯にしますか？お風呂にしますか？それとも付喪神にしますか？』（電撃コミックNEXT）がある。